# Pilopleura goloskokovii
Pilopleura goloskokovii är en flockblommig växtart som först beskrevs av Jevgenij Korovin, och fick sitt nu gällande namn av Pimenov. Pilopleura goloskokovii ingår i släktet Pilopleura och familjen flockblommiga växter. Inga underarter finns listade i Catalogue of Life.